# Guillaume Tirel
Guillaume Tirel, anche noto con lo pseudonimo Taillevent (Tagliavento) (Pont-Audemer, 1310 – Saint-Germain-en-Laye, 1395), è stato un cuoco francese al servizio di numerosi sovrani francesi, tra i quali Filippo VI, Carlo V e Carlo VI, ed è considerato l'autore del celebre manoscritto di cucina chiamato Le viandier.